# Claude Smeal
Claude Smeal, född 22 september 1918, död 1 januari 1993, var en friidrottare från Australien. Han deltog vid olympiska sommarspelen 1952.